# دومينيك كوستا
دومينيك كوستا (بالإنجليزية: Dominic Costa)‏ هو سياسي أسترالي، ولد في 10 ديسمبر 1900 في Warialda ‏ في أستراليا، وتوفي في 23 سبتمبر 1976. نشط حزبياً في حزب العمال الأسترالي. وقد انتخب عضو مجلس النواب الأسترالي عن دائرة Division of Banks ‏ (10 ديسمبر 1949 – 25 أكتوبر 1969).